# Bafétimbi Gomis
Bafétimbi Gomis (La Seyne-sur-Mer, 6 de agosto de 1985) es un exfutbolista francés que jugaba en la posición delantero y su último equipo fue el Kawasaki Frontale.

## Trayectoria
Tras terminar su contrato con el Olympique Lyonnais después de cinco temporadas. El 27 de junio de 2014 se oficializó el traspaso de Gomis al Swansea City por cuatro temporadas.
El 29 de julio de 2016 volvió a Francia pero esta vez en calidad de cedido por el Swansea City Association Football Club para una temporada en el Olympique de Marsella. El 27 de enero convertiría 3 goles en la goleada de su equipo 5-1 al Montpellier, por la fecha 22.

## Selección nacional
Fue internacional con la selección de Francia, jugando doce partidos y anotando tres goles.

### Participaciones internacionales
| Torneo        | Sede            | Resultado    |
| ------------- | --------------- | ------------ |
| Eurocopa 2008 | Austria y Suiza | Primera fase |

## Estadísticas

### Clubes
Actualizado al último partido jugado en su carrera.

| Club                          | Temporada     | Div.          | Liga  | Liga  | Copas nacionales | Copas nacionales | Torneos internacionales | Torneos internacionales | Total | Total | Media goleadora |
| Club                          | Temporada     | Div.          | Part. | Goles | Part.            | Goles            | Part.                   | Goles                   | Part. | Goles | Media goleadora |
| ----------------------------- | ------------- | ------------- | ----- | ----- | ---------------- | ---------------- | ----------------------- | ----------------------- | ----- | ----- | --------------- |
| A. S. Saint-Étienne Francia   | 2003-04       | 2.ª           | 11    | 2     | 3                | 0                | —                       | —                       | 14    | 2     | 0.14            |
| A. S. Saint-Étienne Francia   | 2004-05       | 1.ª           | 6     | 0     | 1                | 0                | —                       | —                       | 7     | 0     | 0               |
| E. S. Troyes A. C. Francia    | 2004-05       | 2.ª           | 13    | 6     | —                | —                | —                       | —                       | 13    | 6     | 0.46            |
| E. S. Troyes A. C. Francia    | Total club    | Total club    | 13    | 6     | —                | —                | —                       | —                       | 13    | 6     | 0.46            |
| A. S. Saint-Étienne Francia   | 2005-06       | 1.ª           | 24    | 2     | 2                | 0                | —                       | —                       | 26    | 2     | 0.08            |
| A. S. Saint-Étienne Francia   | 2006-07       | 1.ª           | 30    | 10    | 4                | 3                | —                       | —                       | 34    | 13    | 0.38            |
| A. S. Saint-Étienne Francia   | 2007-08       | 1.ª           | 35    | 16    | 2                | 0                | —                       | —                       | 37    | 16    | 0.43            |
| A. S. Saint-Étienne Francia   | 2008-09       | 1.ª           | 36    | 10    | 3                | 2                | 8                       | 4                       | 47    | 16    | 0.34            |
| A. S. Saint-Étienne Francia   | Total club    | Total club    | 142   | 40    | 15               | 5                | 8                       | 4                       | 165   | 49    | 0.3             |
| Olympique de Lyon Francia     | 2009-10       | 1.ª           | 37    | 10    | 4                | 1                | 10                      | 4                       | 51    | 15    | 0.29            |
| Olympique de Lyon Francia     | 2010-11       | 1.ª           | 35    | 10    | 3                | 0                | 7                       | 2                       | 45    | 12    | 0.27            |
| Olympique de Lyon Francia     | 2011-12       | 1.ª           | 36    | 14    | 9                | 5                | 9                       | 6                       | 54    | 25    | 0.46            |
| Olympique de Lyon Francia     | 2012-13       | 1.ª           | 37    | 16    | 3                | 3                | 5                       | 2                       | 45    | 21    | 0.47            |
| Olympique de Lyon Francia     | 2013-14       | 1.ª           | 33    | 14    | 7                | 5                | 9                       | 3                       | 49    | 22    | 0.45            |
| Olympique de Lyon Francia     | Total club    | Total club    | 178   | 64    | 26               | 14               | 40                      | 17                      | 244   | 95    | 0.39            |
| Swansea City A. F. C. Gales   | 2014-15       | 1.ª           | 31    | 7     | 5                | 3                | —                       | —                       | 36    | 10    | 0.28            |
| Swansea City A. F. C. Gales   | 2015-16       | 1.ª           | 33    | 6     | 2                | 1                | —                       | —                       | 35    | 7     | 0.2             |
| Swansea City A. F. C. Gales   | Total club    | Total club    | 64    | 13    | 7                | 4                | —                       | —                       | 71    | 17    | 0.24            |
| Olympique de Marsella Francia | 2016-17       | 1.ª           | 31    | 20    | 3                | 1                | —                       | —                       | 34    | 21    | 0.62            |
| Olympique de Marsella Francia | Total club    | Total club    | 31    | 20    | 3                | 1                | —                       | —                       | 34    | 21    | 0.62            |
| Galatasaray S. K. Turquía     | 2017-18       | 1.ª           | 33    | 29    | 5                | 3                | 2                       | 0                       | 40    | 32    | 0.8             |
| Galatasaray S. K. Turquía     | 2018-19       | 1.ª           | 1     | 0     | 1                | 0                | —                       | —                       | 2     | 0     | 0               |
| Al-Hilal Arabia Saudita       | 2018-19       | 1.ª           | 30    | 21    | 3                | 7                | 12                      | 9                       | 45    | 37    | 0.82            |
| Al-Hilal Arabia Saudita       | 2019-20       | 1.ª           | 29    | 27    | 4                | 1                | 15                      | 12                      | 48    | 40    | 0.83            |
| Al-Hilal Arabia Saudita       | 2020-21       | 1.ª           | 30    | 24    | 2                | 0                | 6                       | 3                       | 38    | 27    | 0.71            |
| Al-Hilal Arabia Saudita       | 2021-22       | 1.ª           | 17    | 9     | 2                | 0                | 4                       | 3                       | 23    | 12    | 0.52            |
| Al-Hilal Arabia Saudita       | Total club    | Total club    | 106   | 81    | 11               | 8                | 37                      | 27                      | 154   | 116   | 0.75            |
| Galatasaray S. K. Turquía     | 2021-22       | 1.ª           | 14    | 9     | —                | —                | 2                       | 0                       | 16    | 9     | 0.56            |
| Galatasaray S. K. Turquía     | 2022-23       | 1.ª           | 23    | 8     | 5                | 2                | —                       | —                       | 28    | 10    | 0.36            |
| Galatasaray S. K. Turquía     | Total club    | Total club    | 71    | 46    | 11               | 5                | 4                       | 0                       | 86    | 51    | 0.59            |
| Kawasaki Frontale Japón       | 2023          | 1.ª           | 8     | 0     | 1                | 0                | 4                       | 0                       | 13    | 0     | 0               |
| Kawasaki Frontale Japón       | 2024          | 1.ª           | 9     | 3     | 1                | 0                | 1                       | 0                       | 11    | 3     | 0.27            |
| Kawasaki Frontale Japón       | Total club    | Total club    | 17    | 3     | 2                | 0                | 5                       | 0                       | 24    | 3     | 0.13            |
| Total carrera                 | Total carrera | Total carrera | 622   | 273   | 75               | 37               | 94                      | 48                      | 791   | 358   | 0.45            |
| 1. 2.                         |               |               |       |       |                  |                  |                         |                         |       |       |                 |

### Hat-tricks
| 1 | 7 de diciembre de 2011  | Estadio Maksimir, Zagreb        | Dinamo Zagreb - Olympique de Lyon         |  | 1 - 7 | Liga de Campeones 2011-12    |
| 2 | 28 de noviembre de 2012 | Stade Vélodrome, Marsella       | Olympique de Marsella - Olympique de Lyon |  | 1 - 4 | Ligue 1 2012-13              |
| 3 | 27 de enero de 2017     | Stade Vélodrome, Marsella       | Olympique de Marsella - Montpellier       |  | 5 - 1 | Ligue 1 2016-17              |
| 4 | 23 de febrero de 2018   | Türk Telekom Arena, Estambul    | Galatasaray - Bursaspor                   |  | 5 - 0 | Superliga de Turquía 2017-18 |
| 5 | 3 de marzo de 2018      | Dr. Necmettin Şeyhoğlu, Karabük | Karabükspor - Galatasaray                 |  | 0 - 7 | Superliga de Turquía 2017-18 |
| 6 | 6 de agosto de 2019     | King Abdullah Sports City, Yeda | Al-Ahli - Al-Hilal                        |  | 2 - 4 | Liga de Campeones 2019       |

## Palmarés

### Títulos nacionales
| Título                      | Club                | País           | Año  |
| --------------------------- | ------------------- | -------------- | ---- |
| Ligue 2                     | A. S. Saint-Étienne | Francia        | 2004 |
| Copa de Francia             | Olympique de Lyon   | Francia        | 2012 |
| Supercopa de Francia        | Olympique de Lyon   | Francia        | 2012 |
| Superliga de Turquía        | Galatasaray S. K.   | Turquía        | 2018 |
| Liga Profesional Saudí      | Al-Hilal            | Arabia Saudita | 2020 |
| Copa del Rey de Campeones   | Al-Hilal            | Arabia Saudita | 2020 |
| Liga Profesional Saudí      | Al-Hilal            | Arabia Saudita | 2021 |
| Supercopa de Arabia Saudita | Al-Hilal            | Arabia Saudita | 2021 |
| Superliga de Turquía        | Galatasaray S. K.   | Turquía        | 2023 |
| Copa del Emperador          | Kawasaki Frontale   | Japón          | 2023 |
| Supercopa de Japón          | Kawasaki Frontale   | Japón          | 2024 |

### Títulos internacionales
| Título                      | Club     | Sede    | Año  |
| --------------------------- | -------- | ------- | ---- |
| Liga de Campeones de la AFC | Al-Hilal | Saitama | 2019 |
| Liga de Campeones de la AFC | Al-Hilal | Riad    | 2021 |

### Distinciones individuales
| Distinción                                                   | Año  |
| ------------------------------------------------------------ | ---- |
| Máximo goleador de la Liga de Campeones de la AFC (11 goles) | 2019 |
| Mejor Jugador de la Liga de Campeones de la AFC              | 2019 |
| Máximo goleador de la Liga Profesional Saudí (24 goles)      | 2021 |